# Aquarunner (schip, 1999)
De Aquarunner is een schip dat een regelmatige veerdienst onderhoud tussen de Haven in Lauwersoog en het haventje in Schiermonnikoog. Het wordt nu onder de naam Esonborg gebruikt voor de veerdienst tussen Lauwersoog en Schiermonnikoog.

## Aqualiner
Het schip is in bezit van Aqualiner, dat een onderdeel is van de Doeksen Transport Group. De Aquarunner is in 1999 gebouwd bij Damen te Gorinchem en is van het type River runner 150. Het 30,5 meter lange schip werd ingezet om een vaarverbinding tussen het centrum van Almere-Haven en het hart van de Oude Haven van Huizen te onderhouden. De vaartijd bedroeg ineens 10 minuten, wat aanzienlijk sneller is dan de 45 minuten die men moet rijden met de auto.

## Rederij Doeksen
Van 11 tot 19 oktober 2006 werd het schip gecharterd door rederij Doeksen, ook onderdeel van de Doeksen Transport Group. De Koegelwieck die normaal de sneldienst onderhoudt, lag ter reparatie aan de wal en daarom werd er naar een tijdelijke vervanger gezocht. De chartering werd gezien als een proef om te kijken hoe een rivierschip zou presteren op de Waddenzee. Aqualiner vond het een geslaagde proef, maar de Aquarunner is niet opgewassen tegen een hoge zeegang. Daarom voer ze ook alleen maar naar Terschelling en niet naar Vlieland, omdat in het Stortemelk, de Vlieree en de Vliesloot de golven te hoog zijn voor het schip.

## Wagenborg,Esonborg
Momenteel wordt het schip ingezet op de dienst Esonstad/Lauwersoog–Schiermonnikoog. Het schip, gecharterd door Wagenborg Passagiersdiensten onderhoudt die dienst onder de naam Esonborg. Deze extra dienst is vooral bedoeld voor de mensen die in Esonstad verblijven. Ook mensen die niet in het park, Esonstad, verblijven kunnen meevaren. De Esonborg maakt in een uur de oversteek naar Schiermonnikoog. Het schip vaart vanuit Esonstad eerst via Lauwersoog, waar men ook nog in kan stappen. Vanuit Lauwersoog duurt de overtocht nog een half uur. Het deel Esonstad - Lauwersoog duurt dus ook een half uur, deze relatief lange tijd komt door de maximumsnelheid op het Lauwersmeer en de sluizen bij Lauwersoog, omdat het schip daar geen voorrang op de pleziervaart zal krijgen. De normale veerdienst vanuit Lauwersoog doet de overtocht in 45 minuten. Van maandag tot en met zaterdag maakt de Esonborg zes overtochten. Alleen de eerste overtocht, 9.30 vanuit Esonstad, zal vertrekken vanuit Esonstad, de overige overtochten vertrekken vanuit Lauwersoog. Het schip vaart dan op de laatste afvaart vanaf Schiermonnikoog weer door naar Esonstad, waar het de nacht zal doorbrengen. Op zon- en feestdagen is er één afvaart minder, het schip maakt dan nog maar vier overtochten.